# شناکو
شناکو (به لاتین: Shenako) یک منطقهٔ مسکونی در گرجستان است که در کاختی واقع شده‌است. شناکو ۴ نفر جمعیت دارد و ۲٬۰۸۰ متر بالاتر از سطح دریا واقع شده‌است.